# 26793 Bolshoi
26793 Bolshoi (tên chỉ định: 1977 AC2) là một tiểu hành tinh vành đai chính. Nó được phát hiện bởi Nikolai Chernykh ở Đài vật lý thiên văn Crimean gần Nauchnyj, Ukraina, ngày 13 tháng 1 năm 1977. Nó được đặt theo tên Nhà hát Bolshoi ở Moskva, Nga.